# 2024년 태즈메이니아주 주의회 선거
2024년 태즈메이니아주 주의회 선거는 전체 35석의 태즈메이니아주 주의회 의원들을 선출하기 위해 2024년 3월 23일 실시되었다.

## 선거 결과
| 정당                  | 득표수  | 득표율 | 의석 |
| --------------------- | ------- | ------ | ---- |
| 오스트레일리아 자유당 | 127,836 | 36.67  | 14   |
| 오스트레일리아 노동당 | 101,113 | 29.00  | 10   |
| 오스트레일리아 녹색당 | 48,431  | 13.89  | 5    |
| 재퀴 램비 네트워크    | 23,260  | 6.67   | 3    |
|                       |         |        |      |
| 기타                  | 기타    | 기타   | 3    |
| 유효표수              | 348,612 |        |      |